# Bezeichnung
Eine Bezeichnung ist die Repräsentation eines Begriffs mit sprachlichen oder anderen Mitteln. Erfolgt diese Repräsentation mittels Wörtern, handelt es sich um eine Benennung. Eine nichtsprachliche Bezeichnung kann durch ein Symbol erfolgen.
Eine Bezeichnung (althochdeutsch: bizeihhanunga Vorzeichen, Symbol) ist in der Semiotik ein Code aus Zeichen oder Symbolen, der auf einen Gegenstand oder Sachverhalt (bzw. den Begriff davon) verweist.
Bezeichnungen sind jegliche Formen von Namen (Eigennamen und Benennungen), Kennzeichnungen, Ausschilderungen, Auszeichnungen, Markierungen, Betitelungen usw. Das Wort Bezeichnung selbst steht (wie auch Benennung und die meisten anderen oben aufgelisteten Begrifflichkeiten) sowohl für das jeweilige Zeichen als solches (also den Namen oder das Kennzeichen) als auch für den Vorgang der Zeichengebung (Namengebung oder Kennzeichnung eines Gegenstandes).
Bezeichnungen und ihr Gebrauch können für bestimmte Anwendungsfelder auch administrativ durch amtliche Vorschriften definiert oder reglementiert werden (so etwa Hoheitszeichen und Wappen, Verkehrszeichen, Marken, Herkunftsbezeichnungen, festgelegte Erzeugnisnamen wie „Konfitüre“ oder „Champagner“, Firmierungen, Namen von Behörden oder Institutionen etc.).

## Benennung
Eine Benennung ist die Bezeichnung eines Gegenstandes durch ein Wort oder mehrere Wörter. Die Benennung gilt in der Sprachwissenschaft und in der Terminologielehre als die sprachliche Form, mit der Begriffe ins Bewusstsein gerufen werden. Eine Benennung ist insofern die Versprachlichung einer Vorstellung. Der weiter gefasste Oberbegriff Bezeichnung beinhaltet demgegenüber, neben der Benennung, auch nichtsprachliches, wie Nummern, Notationen und Symbole. Bei einer fachsprachlichen Benennung spricht man auch von einem Fachausdruck oder Terminus. Benennungen kommen als Einwort- und als Mehrwortbenennungen, auch Mehrworttermini genannt, vor.

## Anwendung

### Typisierung
Produkte werden zur besseren Unterscheidung nach „Typen“ eingeteilt bzw. klassifiziert. Man bezeichnet damit beispielsweise eine Gruppe von Waren, die alle eine bestimmte Art von Merkmalen aufweisen oder die zum gleichen Zweck hergestellt werden. Umgangssprachlich ist in dem Zusammenhang dann auch die Rede von einem Typ.
Elektrogeräte werden z. B. als Weiße Ware oder Braune Ware bezeichnet.
Im Englischen dient das Wort Mark, abgekürzt Mk., zur Bezeichnung von Autoversionen, Flugzeugtypen oder Fotokameras usw. Mit einer zusätzlichen Zahl versehen, wird so auf den Entwicklungsstand hingewiesen; bspw. Canon EOS-1Ds Mark II, Jaguar Mark 2, Mark-48-Torpedo oder Mark IV (Panzer).

### Seefahrt
In der Seefahrt wird als Bezeichnung die Ausstattung der Schifffahrtswege mit festen und schwimmenden Seezeichen verstanden. Die Kennzeichnung der Fahrwasser und freien Gewässer mit Seezeichen nach dem Lateral- und Kardinalsystem.